# Кисељача
Кисељача (лат. Oxalis acetosella од грч. оxys — „кисео” и грч. hals — „со”), зечја соца, киселица или кисела детелина је вишегодишња биљка са меснатин кореном, који пузи одевен у црвенкасте љуске, одакле се гранају до 15cm дугачке дршке од листова и цветова. 
Листови су троделни као код детелине, меко длакасти и обрнуто срцастог облика, оборених надоле, који се увече или при додиру склапају по дужини. Листови су на наличју пурпурно црвени.
Цветови су правилни, беле или љубичасте боје. Цветају у априлу и мају.
Биљка садржи отровну оксалну киселину и соли оксалате, због чега није јестива, али пошто је пријатног, освежавајућег укуса, било је доста случајева тровања, нарочито код чобана.
Сушена биљка губи киселину, користи се само свежа, не суши се. Од свежих листова се прави сок са шећером, или се кува чај. Користи се за лечење скорбута, као хомеопатски лек у случајевима метаболичког слабости, варење, болести јетре и жучи, поспешивање мокрења, као и у случајевима када постоји тенденција да се формира камење. Помаже код горушице, олакшава јетрене и сметње код варења, Паркинсонове болести, упале бубрега, кожних осипа, глиста, у раном стадијуму рака на желуцу и и код канцерозних унутрашњих и спољних чирева и отеклина. Међутим, редовно уношење оксалне киселине може довести до оштећења бубрега, због чега се препоручује пажљиво коришћење.
Користи се и за спољну употребу, код разних упала, те дезинфекцију рана.